# Дифузне позагалактичне фонове випромінювання

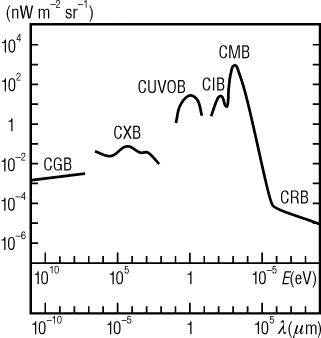
Схематичне представлення розподілу енергії у спектрі DEBRA. На осі ординат викладено справлення енергетичної яскравості та довжини хвилі, тобто λL_{eλ}.

Дифузне позагалактичне фонове випромінювання (англ. Diffuse extragalactic background radiation, DEBRA) — дифузне поле фотонів позагалактичного походження, що заповнює Всесвіт. Фотони можуть відрізнятися за енергією на 20 порядків: від ~10−7 еВ до ~100 ГеВ. Походження фотонів і пов'язані з ним фізичні процеси своєрідні для кожного діапазону довжин хвиль. Існує низка доказів існування фонового випромінювання. На малюнку зображено схему залежності енергетичної яскравості, помноженої на довжину хвилі, від довжини хвилі в усіх діапазонах електромагнітного випромінювання. Передбачається, що всі космологічні моделі мають відтворювати спостережувану залежність. Розуміння природи і властивостей фонового випромінювання є важливим завданням сучасної космології, що зачіпає багато областей астрофізики. Наприклад, оптичне випромінювання позагалактичних джерел у сукупності можна розглядати як літопис нуклеосинтезу та хімічної еволюції Всесвіту.

## Діапазони дифузного позагалактичного фонового випромінювання
Загалом дифузне позагалактичне фонове випромінювання можна розділити на кілька діапазонів відповідно до природи і пов'язаних фізичних процесів. Стандартна класифікація така:
- дифузне позагалактичне фонове гамма-випромінювання
- космічне фонове рентгенівське випромінювання
- позагалактичне фонове випромінювання (що включає реліктове випромінювання)
- реліктове випромінювання
- космічне фонове радіовипромінювання